# A Casa Amarela
A Casa Amarela é uma pintura a óleo do pintor holandês Vincent van Gogh, de setembro de 1888.

## A pintura
Uma das pinturas noturnas de Van Gogh, retrata a famosa Casa Amarela em que o pintor morou, na Place Lamartine, em Arles, França, cuja cor amarela da fachada foi escolhida pelo próprio pintor.
Um dos cômodos da casa foi retratado em uma de suas mais conhecidas pinturas: Quarto em Arles. Na moradia Van Gogh alugou quatro cômodos em maio, dois no térreo que lhe serviam de atelier e cozinha e no superior os outros dois cômodos com vista para a Place Lamartine. No entanto por falta de recursos para mobiliá-la, Van Gogh somente passou a ocupá-la em setembro de 1888, quando finalmente teve recursos para mobiliá-la. Seu amigo Paul Gauguin viveu e trabalhou com Vincent nesta casa de outubro até dezembro do mesmo ano. A janela localizada no primeiro piso com um par de persianas abertas é onde ficava a sala de visitas da casa e onde Paul Gauguin viveu por nove semanas. Atrás da próxima janela, com uma das persianas fechadas, é onde ficava o quarto de Van Gogh. Os dois cômodos foram alugados pelo pintor pouco tempo depois.

## O edifício
O edifício sofreu diversas reconstruções antes de ser gravemente danificado por bombardeio em 25 de junho de 1944. Posteriormente a casa foi demolida.